# Glen Tetley
Glenford Andrew Tetley Jr. (Cleveland, Ohio, 3 de febrero de 1926 - Florida, 26 de enero de 2007) fue un bailarín y coreógrafo estadounidense.
Estudió con Hanya Holm, y se inició como bailarín en las compañías de Martha Graham, Antony Tudor y Jerome Robbins, así como en el American Ballet Theatre. Su primera coreografía fue Pierrot Lunaire (1962), con música de Arnold Schönberg, que fue un gran éxito. Posteriormente trabajó en Europa, donde en 1973 realizó Voluntaries, con música de Francis Poulenc, en homenaje a John Cranko. En 1969 fue nombrado director artístico del Netherlands Dance Theatre, mientras que entre 1974 y 1976 trabajó en el Ballet de Stuttgart. De regreso a Norteamérica, fue director del National Ballet of Canada.
El estilo de Tetley ha hecho que se englobe su obra dentro de la denominada danza posmoderna, que introdujo lo corriente y lo cotidiano, los cuerpos ordinarios frente a los estilizados de los bailarines clásicos, con una mezcolanza de estilos e influencias, desde las orientales hasta las folklóricas. En su obra destaca la adaptación del repertorio clásico a la técnica contemporánea, basada en las contracciones y la utilización de la gravedad, junto a un trabajo de torsos y brazos innovador y alejado de los cánones clásicos.